# Rodrigo Achondo
Rodrigo Andrés Achondo Vergara (31 de marzo de 1969-El Quisco, 14 de marzo de 2016) fue un actor, dramaturgo y director teatral chileno.

## Carrera
Estudió teatro en la Academia de Fernando Cuadra. En 1996 fundó la Compañía Ander, junto al diseñador Felipe Oliver. La compañía montó obras como Rojas Magallanes, Módulo siete, Asesino bendito, NN 2910 y Municipal, la cual fue llevada al cine bajo el título Monos con navaja, película en donde el mismo Achondo realizó el papel de "Cálculo". Paralelamente actuó en la película Campo minado (2000) y en la telenovela Adrenalina (1996).
En 2002 Achondo y Oliver se trasladaron a la ciudad de Concepción, donde fundaron la academia teatral Ander Estudio. Regresó a Santiago para dirigir El rucio de los cuchillos en el Teatro Nacional Chileno en 2010, año en que también tiene un papel en la telenovela Feroz (2010) de Canal 13. En 2011 dirigió El pianista en una breve temporada.
Posteriormente fue a vivir a la localidad costera de El Quisco, donde pasó sus últimos años aquejado de un daño hepático irreversible. Falleció la madrugada del 14 de marzo de 2016 a la edad de 46 años.